# Saison 41 d'Alerte Cobra
Chronologie
Saison 40 Saison 42
Cet article présente le guide des épisodes la quarante-et-unième saison de la série télévisée Alerte Cobra.

## Distribution

### Acteurs principaux
- Erdoğan Atalay : Sami Gerçan (inspecteur)
- Daniel Roesner : Paul Renner (inspecteur)
- Katja Woywood : Kim Krüger (chef de service)
- Katrin Heß : Jenny Dorn (brigadière)
- Niels Kurvin : Armand Freund (police scientifique)
- Daniela Wutte : Susanne König (secrétaire)

### Acteurs récurrents
- Lion Wasczyk : Finn Bartels (brigadier)
- Kerstin Thielemann : Isolde Maria Schrankmann (procureure générale)
- Carina Wiese : Andréa Gerçan (femme de Sami)

## Diffusion
En Allemagne, la saison a été diffusée du 6 avril 2017 au 18 mai 2017, sur RTL Television.
En France, la saison a été diffusée du 8 août 2018 au 13 août 2018 sur TMC.

## Épisodes

### Épisode 1:Nudistes et chasse au trésor
- Allemagne : 6 avril 2017 sur RTL Television
- France : 8 août 2018 sur TMC

### Épisode 2:Cours, Julia, cours
- Allemagne : 13 avril 2017 sur RTL Television
- France : 9 août 2018 sur TMC

### Épisode 3:Summer & Sharky
- Allemagne : 20 avril 2017 sur RTL Television
- France : 9 août 2018 sur TMC

### Épisode 4:Un braquage pas comme les autres
- Allemagne : 27 avril 2017 sur RTL Television
- France : 10 août 2018 sur TMC

### Épisode 5:Le régicide
- Allemagne : 4 mai 2017 sur RTL Television
- France : 10 août 2018 sur TMC

### Épisode 6:L'équipe B
- Allemagne : 11 mai 2017 sur RTL Television
- France : 13 août 2018 sur TMC

### Épisode 7:Les fantômes du passé
- Allemagne : 18 mai 2017 sur RTL Television
- France : 13 août 2018 sur TMC